# Darczo Oganesjan
Darczo Oganesowicz Oganesjan (orm. Դարչո Հովհաննեսի Հովհաննիսյան, ros. Дарчо Оганесович Оганесян, ur. 10 maja 1912 we wsi Dżadżur obecnie w prowincji Szirak, zm. 1983 w Erywaniu) – polityk i działacz partyjny Armeńskiej SRR.

## Życiorys
Urodził się w rodzinie robotnika kolejowego. W 1929 skończył szkołę uniwersytetu fabryczno-zawodowego w Leninakanie (obecnie Giumri) i został tokarzem parowozowym w Leninakanie, później w Erywaniu, w 1931 został członkiem WKP(b). W 1933 rozpoczął studia we Wszechzwiązkowym Komunistycznym Uniwersytecie Rolniczym im. Stalina w Leningradzie (obecnie Petersburg), po ich ukończeniu wrócił do Erywania i został instruktorem KC Komsomołu Armenii, później instruktorem wydziału politycznego 6 oddziału Kolei Zakaukaskiej, 1937-1939 pracował w aparacie KC Komsomołu Armenii, a 1939-1941 był I sekretarzem Komitetu Miejskiego Komsomołu w Erywaniu. W 1941 przeszedł do działalności partyjnej i otrzymał funkcję instruktora KC Komunistycznej Partii (bolszewików) Armenii, 1942-1948 był szefem Wydziału Politycznego Stacji Maszynowo-Traktorowej, jednocześnie studiował na Wydziale Historycznym Armeńskiego Państwowego Instytutu Pedagogicznego im. Abowiana i w Wyższej Szkole Partyjnej przy KC WKP(b), ukończył studia w 1948. Następnie został organizatorem odpowiedzialnym KC KP(b)A, później pełnił funkcję I sekretarza kolejno beriewskiego (od 1953: szumianskiego) rejonowego komitetu KP(b)A/KPA (1949-1958), abowianskiego rejonowego komitetu KPA (1961-1962) i eczmiadzyńskiego rejonowego komitetu KPA (1962-1968). Od 1954 wchodził w skład KC KPA, był deputowanym do Rady Najwyższej Armeńskiej SRR od 3 do 8 kadencji (1951-1975) i delegatem na od X do XVI Zjazdy KPA.

## Odznaczenia
- Medal Sierp i Młot Bohatera Pracy Socjalistycznej (16 października 1953)
- Order Lenina (16 października 1953)
- Order Czerwonego Sztandaru Pracy (1931)
- Order „Znak Honoru”

I medale.